# Rogers Kibet
Rogers Kibet (26 marzo 2003) è un mezzofondista ugandese.

## Palmarès
| Anno | Manifestazione    | Sede     | Evento         | Risultato | Prestazione | Note                          |
| ---- | ----------------- | -------- | -------------- | --------- | ----------- | ----------------------------- |
| 2022 | Mondiali juniores | Cali     | 3000 m piani   | 5º        | 7'50"95     | Miglior prestazione personale |
| 2022 | Mondiali juniores | Cali     | 5000 m piani   | 5º        | 14'07"71    |                               |
| 2023 | Mondiali di cross | Bathurst | Corsa seniores | 15º       | 30'40"      |                               |
| 2023 | Mondiali di cross | Bathurst | A squadre      | Bronzo    | 37 p.       |                               |
| 2023 | Mondiali          | Budapest | 10000 m piani  | 22º       | 29'10"07    |                               |

## Campionati nazionali
2023
- Argento ai campionati ugandesi, 10000 m piani - 28'37"4

## Altre competizioni internazionali
2021
- 4º al Giro al Sas ( Trento) - 29'28"

2022
- Oro alla Zevenheuvelenloop ( Nimega), 15 km - 42'08"
- Argento alla CrossCup de Hannut ( Hannut) - 28'55"
- Bronzo al Cross Internacional Juan Muguerza ( Elgoibar) - 34'05"
- Bronzo al Cardiff Cross Challenge ( Cardiff) - 26'23"
- Bronzo al Cross das Amendoeiras em Flor ( Albufeira) - 24'33"

2023
- Argento alla Zevenheuvelenloop ( Nimega) - 42'44"
- 6º alla 10K Valencia Ibercaja ( Valencia) - 27'07"

2024
- 7º alla CrossCup de Hannut ( Hannut) - 29'14"
- 8º alla 10K Valencia Ibercaja ( Valencia) - 27'33"